# Lakshmana-Tempel

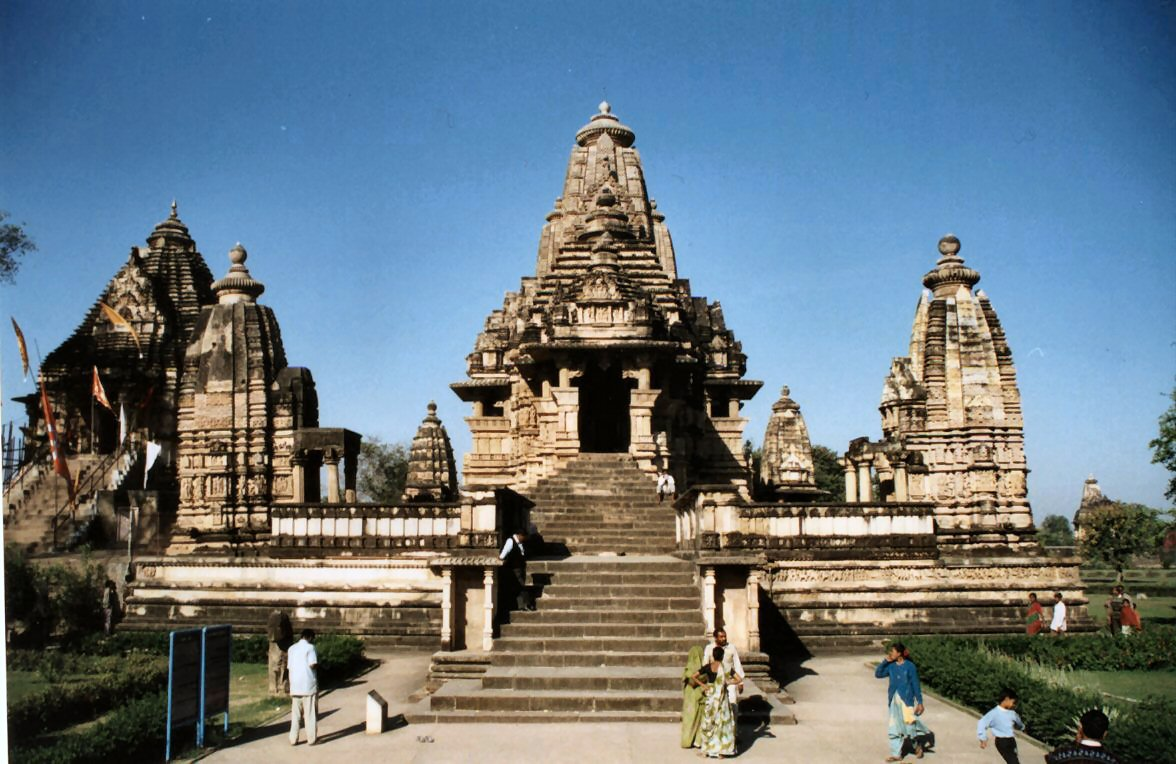
Der Lakshmana-Tempel (ca. 930–950) und seine vier Begleitschreine stehen auf einer gemeinsamen Plattform (jagati); von dort führt eine weitere Treppe zum Eingangsportikus des Tempels. Der Sanktumsbereich aller 5 Bauten wird von Shikhara-Türmen mit kürbis- oder kissenförmigen Ringsteinen (amalakas) und vasenartigen Aufsätzen (kalashas) überhöht; die Vorhallen (mandapas) sind dagegen flachgedeckt oder haben Pyramidendächer. Die Eingänge der beiden vorderen Schreine liegen einander gegenüber und sind – abweichend von der üblichen Ausrichtung – nach Norden bzw. Süden orientiert. Am linken Bildrand ist der etwa gleichzeitig erbaute, aber immer noch zu Kultzwecken dienende Matangeshvara-Tempel zu sehen.

Der Lakshmana-Tempel ist der erste wirklich große Tempelbau der Chandella-Dynastie im Tempelbezirk von Khajuraho; zu seiner Bauzeit (ca. 930–950) war er der größte Tempel im Norden Indiens. Der Tempel ist dem Gott Vishnu in seinem Aspekt als Vaikuntha („Herr des Paradieses“) geweiht; im Zentrum der Cella (garbhagriha) steht eine dreiköpfige Vishnu-/Vaikuntha-Figur.
In den Ecken der Tempelplattform sind noch vier Begleitschreine erhalten und so ergibt sich das seltene Bild eines vollständigen nordindischen Tempelkomplexes (panchayatana), wie es schon im frühen 6. Jahrhundert im Dashavatara-Tempel von Deogarh geplant und verwirklicht wurde, sich aber dort nicht erhalten hat.

## Etymologie
Der Name Vaikuntha ist wahrscheinlich von den Sanskritwörtern vi und kuntha herzuleiten und bedeutet in etwa „ohne Bruch“ im Sinne von „ganzheitlich“ oder „vollkommen“. Vaikuntha ist für viele Anhänger Vishnus (vaishnavas) Ziel und Ort nach Erreichung der Erlösung (moksha), d. h. nach der Befreiung aus dem endlosen Kreislauf der Wiedergeburten (samsara). Dieser Ort – in etwa gleichzusetzen mit dem Paradies – liegt alten Texten und Vorstellungen zufolge an den Hängen des Weltenbergs Meru und besteht nur aus Gold und kostbaren Edelsteinen; der Ganges fließt mitten durch ihn hindurch. Das Bildnis im Innern der Cella wurde – da seine ursprüngliche Bedeutung in Vergessenheit geraten war – in späterer Zeit volkstümlich auch als Lakshmana, Ramachandra oder Chaturbuja bezeichnet; der Name „Lakshmana-Tempel“ ist haften geblieben.

## Baugeschichte
Eine während der Ausgrabungs- und Restaurierungsarbeiten zu Beginn des 20. Jahrhunderts in der Nähe gefundene Steinplatte mit einer Weiheinschrift aus dem Jahr 953/4, die sich auf eine Vaikuntha-Statue bezieht, erwähnt den Chandella-Herrscher Yasovarman (reg. ca. 925–950) als Bauherren und Stifter. Bei einer angenommenen Bauzeit von etwa 20 Jahren dürfte der Baubeginn des Tempels etwa um das Jahr 930 anzusiedeln sein, als die Chandellas gegenüber ihren Lehnsherren, den Pratiharas, mehr und mehr an Einfluss und Macht gewannen. Die Inschriftenplatte ist heute in der kleinen Vorhalle (mukhamandapa) des Tempels angebracht.

## Architektur

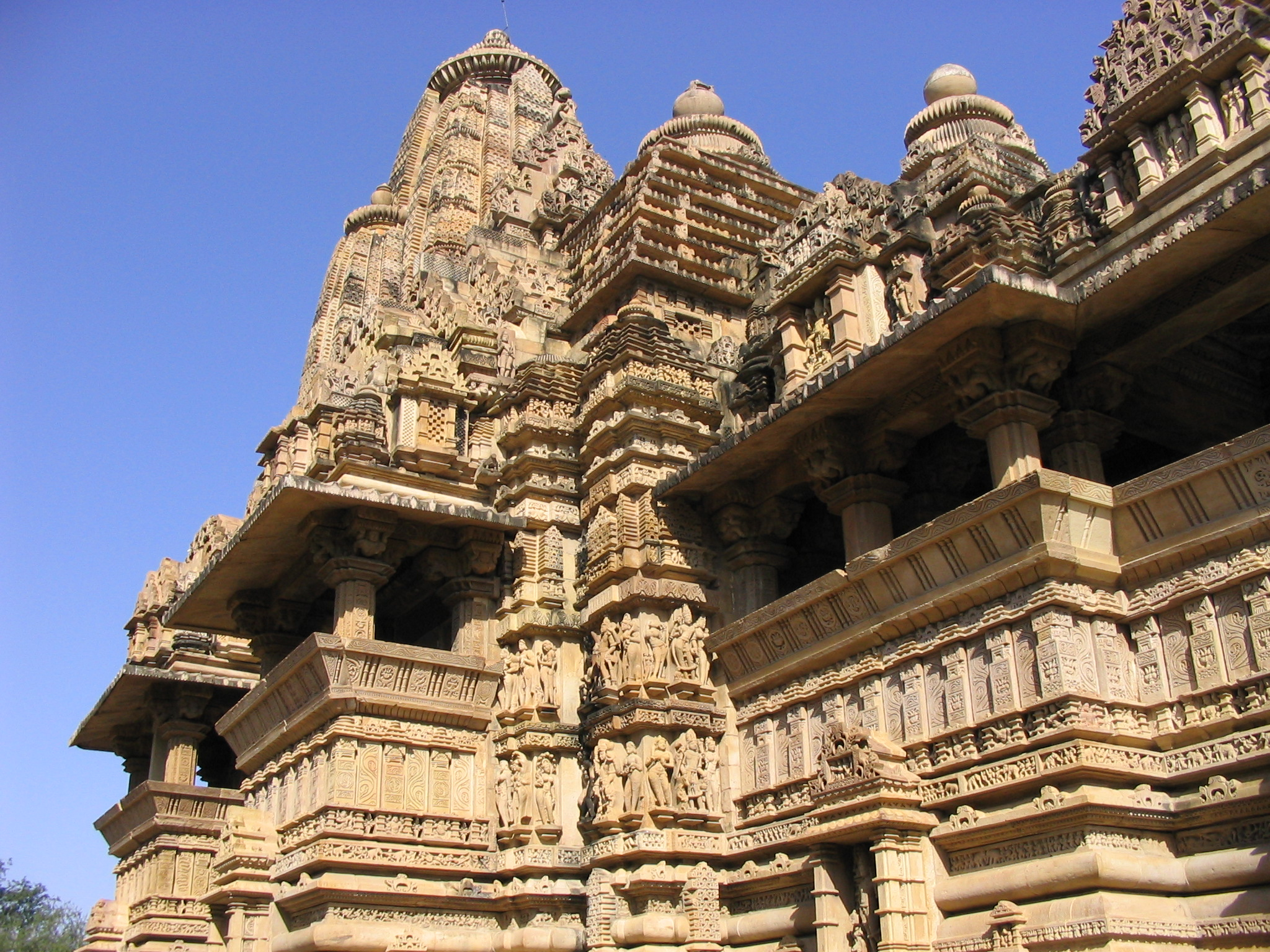
Die balkonartigen, schräggestellten Rückwände (jarokas) der Sitzbänke im Tempelinnern haben – in Dreiergruppen angeordnete – gedrechselte Steinsäulchen.

Der komplett aus Sandstein errichtete Tempel ist ca. 21,5 m hoch, etwa 24,5 m lang und ca. 14,5 m breit. Er erhebt sich auf einer rechteckigen, ca. 3 m hohen, ca. 40 m langen und ca. 27 m breiten Umgangsplattform (jagati), die über einen vorgezogenen Treppenaufgang erreichbar ist. Der Tempel selbst ruht auf einem mehrfach gegliederten und leicht zurückgestuften Unterbau (adhishthana), so dass ein weiterer, ebenfalls etwa 3 m hoher Treppenaufgang notwendig ist um in den Portikus (mukhamandapa oder ardhamandapa) zu gelangen; es folgt die Vorhalle (mandapa), dann die Große Vorhalle (mahamandapa) und schließlich der Sanktumsbereich mit innenliegender Cella (garbhagriha) sowie einem Umgang (pradakshinapatha).
Sanktumsbereich und Große Vorhalle sind flächenmäßig etwa gleich groß – ein Schema, das bereits ca. 250 Jahre früher beim Kalika-Mata-Tempel in Chittorgarh erstmals auftritt und über Zwischenstufen in Rajasthan und Gyaraspur nach Khajuraho gelangte. Da die Dachaufbauten des Tempels im Wesentlichen auf Pfeilern ruhen, konnten die drei Vorhallen sowie der Umgangsbereich der Cella durch schräggestellte Brüstungen mit gedrechselten Steinsäulchen, vor denen sich im Innern steinerne Sitzbänke befinden, nach außen geöffnet werden.
Die verschiedenen Räume sind durch Stufen voneinander getrennt und haben somit ein geringfügig wechselndes Bodenniveau; die Cella des Tempels mit dem Vaikuntha-Bildnis hat von allen Räumen das höchste Fußbodenniveau und wird von einem Shikhara-Turm mit kleinen Begleittürmchen (urushringas) überhöht. Die Vorhallen sind jeweils von pyramidenförmigen Dächern (phamsanas) bedeckt. Im Äußeren entsteht so das Bild eines die umgebende Landschaft überragenden Gebirges oder Bergstocks, doch auch im Innern müssen die Gläubigen einige Stufen überwinden um zum „Höchsten“, dem Vaikuntha-Bildnis, zu gelangen.
Im Innern wie im Äußeren ist jedes Bauteil des Tempels reich gegliedert und mit Skulpturen oder abstrakten geometrischen oder vegetabilischen Ornamenten bedeckt; eine Wand- bzw. Steinsichtigkeit wird also weitgehend vermieden.

## Skulpturen

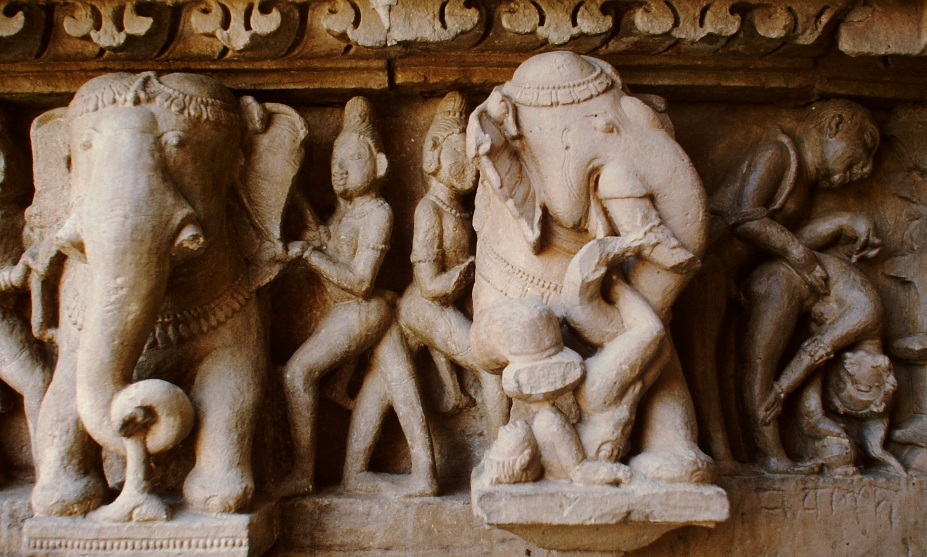
Lakshmana-Tempel – Elefantenfries mit erotischer Szene. Der rechte Elefant ist vom Treiben (Brahmane und Mädchen) an seiner Seite so irritiert, dass er einen seiner Wärter (mahut) mit seinem Rüssel zu Boden geworfen hat und mit dem erhobenen Fuß zu zerquetschen droht.

Die obere Ebene der mehrfach gestuften Sockelzone ist als etwa 35 cm hoher umlaufender Fries mit über hundert kleinen Elefanten gestaltet, die den gesamten Tempel auf dem Rücken tragen – ein Hoheitszeichen, das sich an keinem der anderen Tempel Khajurahos findet. Die Elefanten werden von jeweils zwei Wärtern (mahuts) begleitet.
Plattform und Tempel sind mit über tausend kleineren und größeren Figuren geschmückt. Vor allem die größeren Skulpturen sind nicht mehr – wie früher – von Architekturelementen oder Nischen eingerahmt, sondern stehen nahezu vollplastisch auf Steinplatten, d. h., sie sind kaum noch mit dem rückwärtigen Reliefgrund verbunden. Sie sind nicht mehr als statische Abbilder gemeint, sondern als lebendige, lebensnahe Figuren. Die etwas hervorstehenden Bauteile zeigen zumeist Götterfiguren (Shiva, Vishnu u. a.), die seitlich in den etwas zurückspringenden Teilen von gleich großen weiblichen Figuren – leicht bekleideten „Schönen Mädchen“ (surasundaris) in unterschiedlichen Posen und aus bildhauerischen Gründen stets mit aufgebundenem Haar – begleitet werden. Die etwas breiteren, aber am stärksten zurückgestuften Mittelregister der drei Außenwände des Sanktums präsentieren in der unteren Ebene erotische Szenen aller Art, für die die Tempelbauten Khajurahos in der ganzen Welt berühmt sind; darüber finden sich „Himmlische Liebespaare“ (mithunas). Die oberste Zone zeigt in der Mitte ein Götterbild mit Begleitfiguren; die seitlichen Dekorfelder (udgamas) zeigen ornamentalen Schmuck bestehend aus neben- und übereinander angeordneten kleinen Fensternischen (chandrasalas).

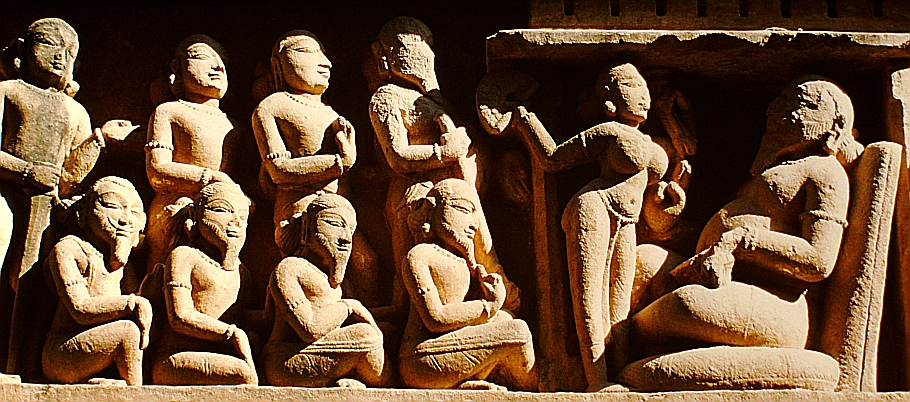
Lakshmana-Tempel – Unterrichtsszene (darshan)

### Plattform
Als einziger Tempel in Khajuraho hat der Lakshmana-Tempel einen weitgehend erhaltenen und die gesamte Plattform umschließenden Figurenfries mit Szenen aus dem höfischen Alltagsleben – Unterricht, Kriegszug, Musikanten, erotisch-sexuelle Liebesszenen etc.; Götterfiguren oder Dämonen sind dagegen hier nicht zu sehen. Die Szenen des etwa in Augenhöhe angebrachten Frieses sind zwar originell, aber von keiner großen handwerklichen oder künstlerischen Meisterschaft.

### Tempel (außen)

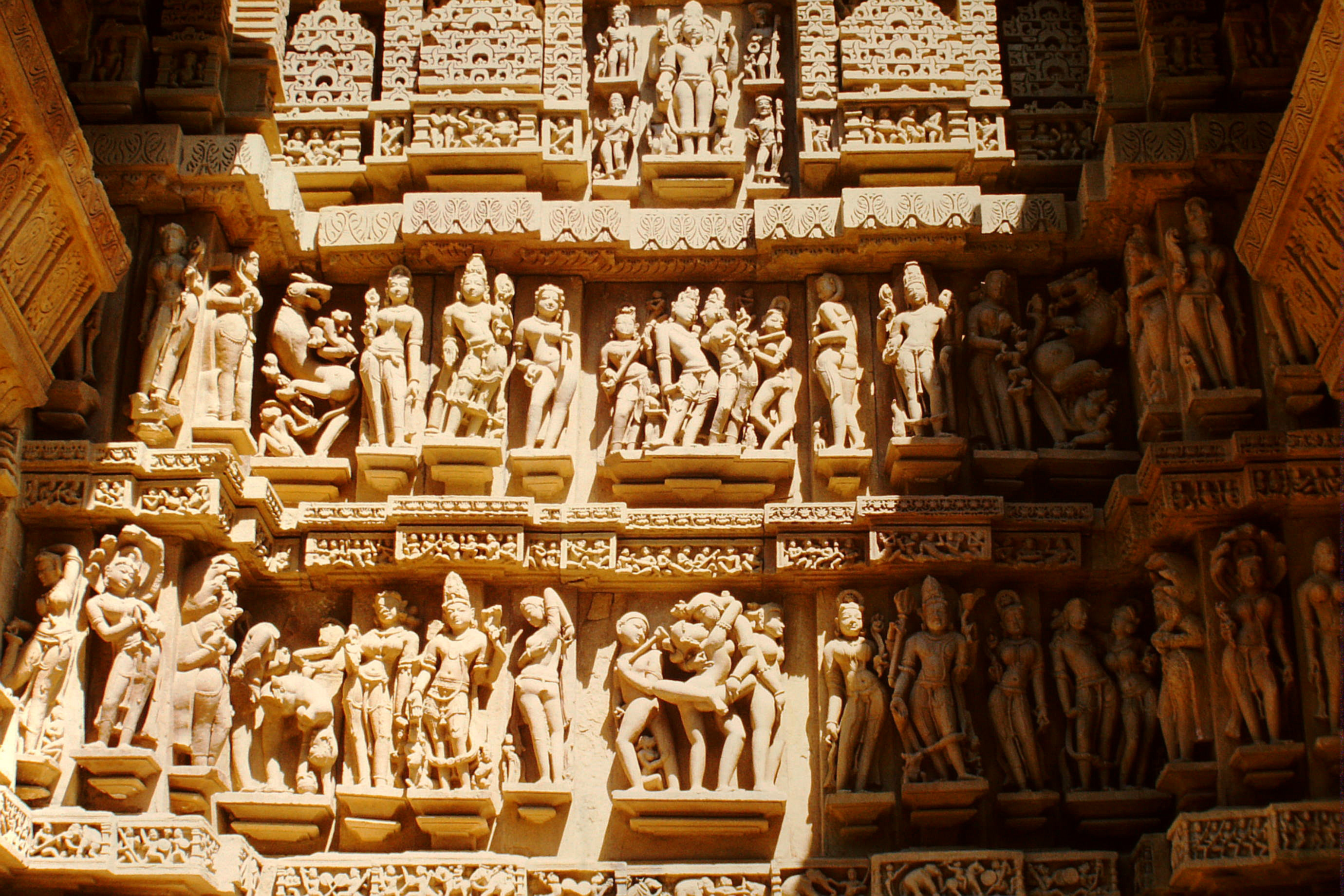
Lakshmana-Tempel – die Figuren sind in zwei Ebenen angeordnet. In der Mitte der oberen (dritten) Ebene findet sich ein von mehreren seitlichen Dekorfeldern (udgamas) gerahmtes Götterbild mit kleineren Begleitfiguren.

Während die kleinen Vorhallen außen keinerlei Figurenschmuck besitzen, sind die Eckpfeiler zwischen Vorhalle (mandapa) und Großer Vorhalle (mahamandapa) in zwei Ebenen mit Figuren versehen. Hauptsächlich ist jedoch der Bereich zwischen Großer Vorhalle und Sanktum in mehreren Ebenen und überreich mit Figuren besetzt. Hier überwiegen ganz eindeutig Götterfiguren, „Himmlische Liebespaare“ (mithunas) und „Schöne Mädchen“ (surasundaris). Nur die unteren Ebenen der Mittelregister zeigen auch erotisch-sexuelle Szenen; somit ist am Lakshmana-Tempel noch die Hierarchie zwischen der oberen (himmlischen) Ebene und der unteren (erdnahen) Ebene gewahrt.

### Tempel (innen)
Zu den interessantesten und künstlerisch bedeutsamsten Figuren im Innern des Tempels gehören die weiblichen Nymphen (apsaras) an den Streben im Deckenbereich der Großen Vorhalle (mahamandapa); diese zeigen sich in verschiedenen – oft extrem verdrehten – Posen beim Musizieren, beim Ballspiel aber auch beim Schminken und Entkleiden. In den Wandnischen finden sich diverse Götterfiguren, darunter auch einige nicht (mehr) identifizierbare.

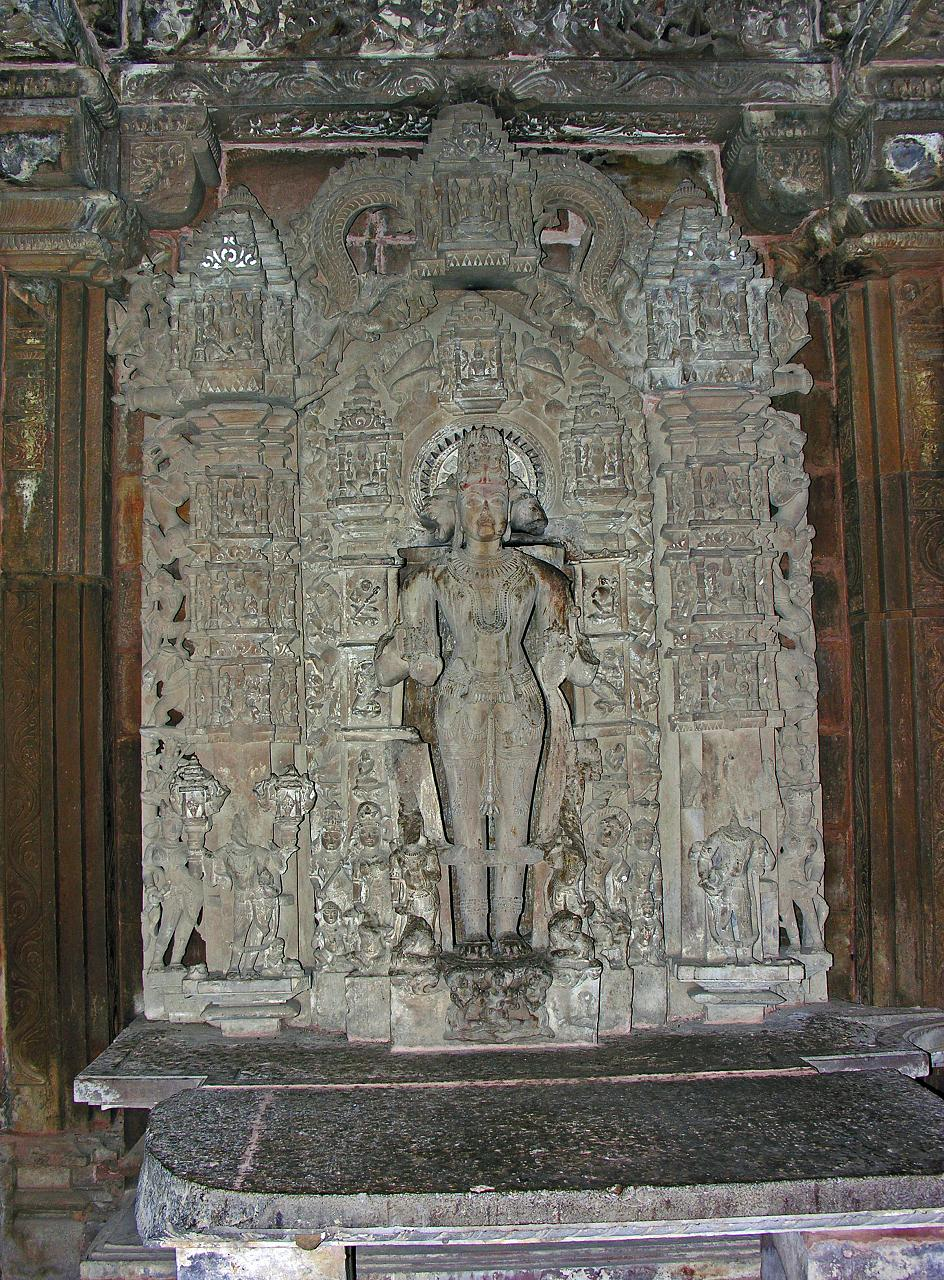
Vaikuntha-Statue

### Vaikuntha-Kultbild
Das freiplastisch aus einer großen Steinplatte herausgearbeitete Götterbildnis in der Cella (garbhagriha) ist in ganz Indien nahezu einzigartig und zeigt den stehenden Vishnu/Vaikuntha mit vier zerstörten Armen, so dass keinerlei Attribute mehr vorhanden sind, und drei Köpfen (Mensch, Eber und Löwe). Ein rückwärtiger vierter Kopf, der die Universalität Vishnus vervollkommnet hätte, ist nicht ausgeführt; stattdessen findet sich ein in Indien seltener durchbrochener und gezackter Strahlenkranz um Vaikunthas Haupt. Die Figur ist umgeben von einem – aus derselben Steinplatte herausgearbeiteten – architektonischen Rahmen in Form eines torana mit Wächterfiguren sowie den personifizierten Flussgöttinnen ganga und yamuna im Sockelbereich und jeweils drei darüber befindlichen vorstehenden Nischen mit den Vishnu-Avataras matsya, varaha, vamana, kurma, narasimha, parashurama. Zwei seitliche Pfeiler mit reichem, z. T. freiplastischen Architektur- und Figurendekor und einem doppelten, aus den aufgerissenen Mäulern von Wasserungeheuern (makaras) hervorquellenden Bogen als verbindendem oberem Abschluss bilden den äußeren Rahmen des Kultbildes (Eine insgesamt ähnlich gestaltete weibliche Figur – gemäß der Überlieferung die Göttin Parvati – findet sich in einem Nebenschrein des Vishvanatha-Tempels).

## Bedeutung
Der Lakshmana-Tempel (ca. 930–950) mit seinen vier hintereinanderliegenden und in der Höhe gestaffelten Bauteilen sowie seiner – im Wesentlichen auf Pfeilern ruhenden – Bauweise gilt als früher Höhepunkt der Chandella-Architektur und war nach seiner Fertigstellung für etliche Jahrzehnte der größte Tempelbau Indiens. Spätere Tempelbauten in Khajuraho wurden von ihm maßgeblich beeinflusst, darunter auch der Kandariya-Mahadeva-Tempel.
Das außergewöhnliche Vaikuntha-Bildnis in der Cella sowie der reiche, beinahe vollplastische Figurenschmuck sind innen wie außen nahezu vollständig erhalten und bezeugen die handwerkliche und künstlerische Meisterschaft der indischen Bildhauer der damaligen Zeit.
Mit seinem mehrteiligen Grundriss, einer von einem Umgang umschlossenen Cella und in Teilen seines Dekors (Balkonbrüstungen mit gedrechselten Säulchen) ist der Lakshmana-Tempel wahrscheinlich direkt beeinflusst von dem ca. 50 Jahre zuvor erbauten, aber insgesamt noch der Pratihara-Architektur zuzurechnenden Maladevi-Tempel in Gyaraspur.